# Самоковська єпархія
Самоковська єпархія (болг. Самоковска епархия) — історична єпархія Православної церкви Болгарії.

## Історія
У 1578 році через насильницьку ісламізацію Крупника, розташованого на військовій дорозі з Пловдива (Фракія) до Чорногорії і Боснії, митрополит Крупниський Іоасаф перемістив катедру Крупнської єпархії в Самоков і став першим Самоковським єпископом.
До 1766 Самоковська єпархія була частиною Печського патріархату, після скасування якого в 1766 увійшла до складу Константинопольського Патріархату.
У 1870 з установою Болгарського екзархату єпархія увійшла до його складу. Територія Самоковської єпархії охоплювала землі навколо міст Самоков, Горна Джумая, Крупник і Разлог. У 1878 році зі складу єпархії було відокремлено Горноджумайська кааза, і приєднанл до Мелніської єпархії Константинопольського патріархату.
Згідно статуту Екзархату від 1871 року деякі єпархії повинні бути ліквідовані після смерті їх титулярних митрополитів. Після смерті митрополита Кюстендільського Іларіона в 1884 році була розформована Кюстендільська єпархія, а в 1907 році після смерті митрополита Самоковського Досифея (Стойчева) ліквідована і Самоковська єпархія. Її територія відійшла Софійській єпархії.

## Митрополити
- Іоасаф (1578)
- Ананій (XVI-XVII)
- Вісаріон (1683)
- Нектарій (1703-1706)
- Віссаріон II (1715)
- Кирил (1725)
- Єфрем (1732)
- Симеон (1734 — 21 серпня 1737)
- Мелетій (1744)
- Анфім
- Серафім
- Неофіт (1753 — 16 квітня 1778)
- Філотей (квітень 1778-1819)
- Ієрофей (травень 1819–1826)
- Ігнатій (1826)
- Ігнатій II (1829)
- Єремія (16 листопада 1837-1846)
- Матвій (червень 1846 — 28 листопада 1859)
- Неофіт (13 травня 1861 -?)
- Досіфей (Стойчев) (25 квітня 1872 — 14 червня 1907)